# 399 Персефона
399 Персефона (399 Persephone) — астероїд головного поясу, відкритий 23 лютого 1895 року Максом Вольфом у Гейдельберзі.
Тіссеранів параметр щодо Юпітера — 3,192.